# Spireplads
En Spireplads er et kommunalt tilbud i udvalgte daginstitutioner som tildeles et barn med særlige behov i en alder på 3 til 5 år. 
I en almindelig daginstitution oprettes et antal pladser for sårbare børn, hvor der er tilknyttet specialpædagogisk støtte med hensynet til at arbejde inkluderende med særligt sårbare børn i et overskueligt miljø med fast struktur, en forudsigelig hverdag, hvor kravene er tilpasset det enkelte barns behov. Ofte er grupper med spirepladser mindre stor end grupper i normale daginstitutioner. 
Når et barn er tre år, bliver den screenet (PPR) for dens kompetencer. Hvis der er tale om gruppen af socialt belastede børn med hindringer for læring, eller at der findes en eller anden form for dysfunktion i barnet, skal der søges støtte fra kommunen efter barnets start i institutionen. Herefter tilbyder kommunen barnet en spireplads. Der kan være tale om børn med fysiske, psykiske eller kognitive funktionsnedsættelser.

## Krav
Det kræver at daginstitutioner har en intern struktur der giver plads til disse børn, for at gøre det muligt at skabe den afgrænsede og forudsigelige struktur som disse børn har gavn af i deres dagligdag. Det er en fordel at en daginstitution er et mindre miljø, mens det på samme tid kan være en ulempe fordi daginstitutionen er meget sårbar over for fravær i personalegruppen. Det samme gælder for børnegruppen, det er en fordel at der ikke er så mange børn at forholde sig til for børnene på spirepladser, men det er samtidig også en ulempe hvis legerelationer er for fasttømrede og derfor kan virke ekskluderende på et barn med særlige behov.
Nogle mener at man burde starte disse screeninger på en tidligere ælder, fordi men på en tidligere alder end 3 til 3,5 år kan underfange disse problemer.

## I alle kommuner
Der er politisk besluttet, at der skal etableres et antal spirepladser i alle distrikter inden udgangen af 2011.